# Praktlospindel
Praktlospindel (Oxyopes ramosus) är en spindelart som först beskrevs av Martini och Johann August Ephraim Goeze 1778.  Praktlospindel ingår i släktet Oxyopes och familjen lospindlar. Arten är reproducerande i Sverige. Inga underarter finns listade i Catalogue of Life.